# Staatsliga (Feldhandball) 1966
Die Österreichische Feldhandballmeisterschaft 1966 wurde vom Österreichischen Handballbund ausgerichtet und im Feldhandball ausgespielt.
Die Liga-Meisterschaft der Herren am Feld konnte West Wien für sich entscheiden, die sich bereits eine Runde vor Saisonende durch einen 10:5-Auswärtserfolg beim ATSV Linz den Titel vorzeitig sichern konnte.
| Pl. | Feld-Herren 1965–66      | Sp. | S  | U | N  | Tore    | TQ/Diff. | Punkte |
| --- | ------------------------ | --- | -- | - | -- | ------- | -------- | ------ |
| 1.  | UHK West Wien            | 14  | 11 | 0 | 3  | 145:110 |          | 22     |
| 2.  | Sportunion Edelweiß Linz | 14  | 9  | 1 | 4  | 160:120 |          | 19     |
| 3.  | KSV Ankerbrot Wien       | 14  | 8  | 2 | 4  | 114:119 |          | 18     |
| 4.  | ATSV Linz                | 14  | 8  | 1 | 5  | 162:128 |          | 17     |
| 5.  | ATSE Waagner Biro Graz   | 14  | 3  | 4 | 5  | 127:139 |          | 10     |
| 6.  | ATUS Bruck               | 14  | 5  | 0 | 9  | 107:140 |          | 10     |
| 7.  | SK Rapid Wien            | 14  | 4  | 2 | 8  | 121:160 |          | 10     |
| 8.  | UHK Eggenburg            | 14  | 3  | 0 | 11 | 104:148 |          | 6      |